# Deutschvölkische Freiheitspartei
El Partido por la Libertad del Pueblo Alemán (en alemán: Deutschvölkische Freiheitspartei, abreviado como DVFP) fue un partido político nacionalista, anticomunista, y antisemita de la República de Weimar que tomó su nombre del movimiento popular y nacionalista alemán "Völkisch".

## Historia
El DVFP fue fundado el 16 de diciembre de 1922, cuando Wilhelm Henning, Reinhold Wulle y Albrecht von Graefe abandonaron el Partido Nacional del Pueblo Alemán. Algunas personalidades de derecha como Ernst Graf zu Reventlow, Artur Dinter y Theodor Fritsch se unieron al partido el día de su fundación. Muchos miembros de la Deutschvölkischer Schutz und Trutzbund se unieron a la DVFP después de que esta organización fuese prohibida.
Después de que el Partido Nazi fuera prohibido en 1924, muchos nazis se fusionaron con la DVFP para formar el Nationalsozialistische Freiheitspartei (NSFP), un nuevo movimiento político respaldado por Erich Ludendorff (quien se presentaría como candidato presidencial del DVFP en las elecciones presidenciales de 1925) y alentado por von Graefe, que esperaba obtener el control de la extrema derecha en su conjunto. Sin embargo, esta alianza no tuvo el éxito esperado y como consecuencia von Graefe y Wulle refundaron el DVFP como rival del Partido Nazi en 1925, bajo el nombre de Deutschvölkische Freiheitsbewegung (DVFB), disolviéndose finalmente en 1933.